# Edderfugl
En edderfugl (uofficiel stavemåde blandt ornitologer: ederfugl) (fra oldnordisk æðr, latin: Somateria mollissima) er en andefugl, der især findes i det nordligste Nordamerika, Europa og Asien. Den er i Danmark både almindelig som ynglefugl og trækgæst fra det øvrige Nordvesteuropa.

## Beskrivelse
Længden er 60–70 cm, vingefanget er 95–105 cm, og vægten 1200-2800 gram. Dens levealder er 10-15 år. Hos edderfugl er der stor forskel på fjerdragten hos han og hun. Hannen er i pragtdragt iøjnefaldende sort og hvid på Ryggen og halsen med Grøn Nakke Sort bug grønne nakkefjer, langt, trekantet næb. Hunnen er derimod brun eller gråbrun med en fin, sort tværvatring.

## Føde
Edderfuglen æder især muslinger, snegle og krebsdyr, men kan også tage fisk. Den søger som regel sin føde i lavvandede områder, men kan dykke ned til 20 meters dybde. Muslingerne, der især er blåmuslinger, sluges hele, og skallerne males i stykker i kråsen. Den tager normalt muslinger, der er mindre end 2 cm lange. En edderfugl kan på et døgn æde lige så meget, som den selv vejer.

## Udbredelse
I Danmark yngler ca. 25.000 par edderfugle. Den yngler almindeligt på øer og holme i de indre danske farvande samt i Vadehavet. Den er desuden almindelig som træk- og vintergæst, idet der om vinteren i de danske farvande opholder sig omkring 30 procent af den nordvesteuropæiske bestand.
Nogle af verdens største kolonier af edderfugl findes i det vestlige Island, mens de største danske kolonier findes på Saltholm.

## Ynglebiologi
Edderfuglen yngler i en alder af 3 år. Der lægges et kuld årligt med 4-6 æg, der udruges på 25-28 dage. Ungerne er flyvefærdige mellem 65 og 75 dage gamle.